# Marius Delport
Marius Delport, noto anche con lo pseudonimo di Shaggy Dog (Pretoria, 6 marzo 1985), è un rugbista a 15 sudafricano, di ruolo tre quarti centro.

## Biografia
Delport iniziò a giocare a rugby a livello professionistico con i Blue Bulls nella Vodacom Cup 2004 e alla Currie Cup dell'anno successivo.
Campione del mondo giovanile con l'U-21 sudafricana nel 2005, esordì in Super 14 con i Bulls nel 2007.
Nel 2010 si accordò con i Lions per due stagioni.
Dopo un anno sabbatico, si trasferì nel 2013 in Francia a Dax in Pro D2 con contratto di una stagione più una seconda opzionale.
A causa di una frattura alla tibia tuttavia fu indisponibile per quasi un anno.
Alla fine del biennio in Francia si trasferì Italia al Viadana per la stagione 2015-16 con la stessa opzione francese di un anno più un secondo a scelta.
Con la squadra lombarda vinse il Trofeo Eccellenza 2016.

## Palmarès

### Club
- Super 14: 2
Bulls: 2007, 2009
- Currie Cup: 3
Blue Bulls: 2006, 2009
Golden Lions: 2011
- Vodacom Cup: 1
Blue Bulls: 2008
- Trofei Eccellenza : 1
Viadana: 2015-16

### Internazionale
- Nations Cup: 1
Sudafrica A: 2007

#### Competizioni giovanili
- Coppa del Mondo Under-21: 1
Sudafrica Under-21: 2005